# Constitution du Land de Rhénanie-du-Nord-Westphalie
La Constitution du Land de Rhénanie-du-Nord-Westphalie du 28 juin 1950 (Verfassung für das Land Nordrhein-Westfalen vom 28. Juni 1950) est la constitution adoptée en 1950 pour la Rhénanie-du-Nord-Westphalie. Elle fut adoptée le 6 juin 1950, ratifiée par référendum le 18 juin simultanément à l’élection du Landtag, promulguée le 28 juin, et entra en vigueur le 11 juillet.
Elle comprend 92 articles et a été révisée une vingtaine de fois.

## Structure
- Préambule
- Première partie : Des fondements du Land
- Deuxième partie : Des droits fondamentaux et de l’organisation de la vie en société
  - Première section : Des droits fondamentaux
  - Deuxième section : La famille
  - Troisième section : L’école, l’art et la science, le sport, la religion et les communautés religieuses
  - Quatrième section : Le travail, l’économie et l’environnement
- Troisième partie : Des organes et des missions du Land
  - Première section : Le Landtag
  - Deuxième section : Le Gouvernement provincial
  - Troisième section : La législation
  - Quatrième section : La juridiction
  - Cinquième section : La Cour constitutionnelle
  - Sixième section : L’administration
  - Septième section : Les questions financières
- Dispositions transitoires et finales

## Organes
- Landtag de Rhénanie-du-Nord-Westphalie
- Gouvernement provincial de Rhénanie-du-Nord-Westphalie
- Cour constitutionnelle de Rhénanie-du-Nord-Westphalie